# アンニカ・リマラ
アンニカ・リマラ (Annika Rimala, 1936年 - 2014年) は、フィンランドのファッションデザイナー。1960年代を中心にマリメッコのデザイナーとして活動した。
スウェーデン語系フィンランド人の家庭に生まれ、自然が豊かな環境で育った。道端の花などをもとに柄を考え、新聞紙で型紙を作り、ビロードのカーテンでドレスを作った。大学ではグラフィックデザインをカイ・フランクやタピオ・ヴィルカラから学び、フランクのアノニマス・デザインの考え方に影響を受けた。
1959年から友人のすすめでマリメッコの子供服専門店ムクスラ（Muksula）で働く。従業員はアンニカのみで、1人で仕入れ、セールス、ディスプレイを行った。1960年にマリメッコの経営者アルミ・ラティアは、アンニカをデザイナーのヴォッコ・ヌルメスニエミの後任に抜擢した。当初のアンニカは仕事に不安を感じていたため、アルミの提案で友人のオイバ・トイッカと共にコレクションに取り組み、ファッションショーは成功をおさめた。1962年の『ライフ』誌の特集をきっかけに各国でアンニカのドレスが紹介され、1967年に世界で最も影響力のあるデザイナー10人に選ばれた。
デザインでは、最初にモノクロで考えてプリントとファッションのバランスを決め、次に色のコンビネーションを選ぶ方法をとった。1960年代後半からは普遍的なテーマに興味を持ち、着る人を選ばない服をデザインしようと考えた。1968年には平等なストライプを意味する「タサライタ（Tasaraita）」を発表し、性別・年齢・国籍などを問わないデザインとしてマリメッコの定番商品となった。アンニカは自らのデザインについて、「よいデザインにはデザイナーの名前は必要ありません」と語っている。1982年にマリメッコを退職し、サントゥ社を共同設立して仕事を続けた。1997年にはプロ・フィンランディア・メダルを受賞した。

## 主な作品
- 1963年 - Pippurikera
- 1966年 - Iso Sumou
- 1967年 - Keidas
- 1968年 - Tasaraita
- 1968年 - Papajo